# Süße Granadilla

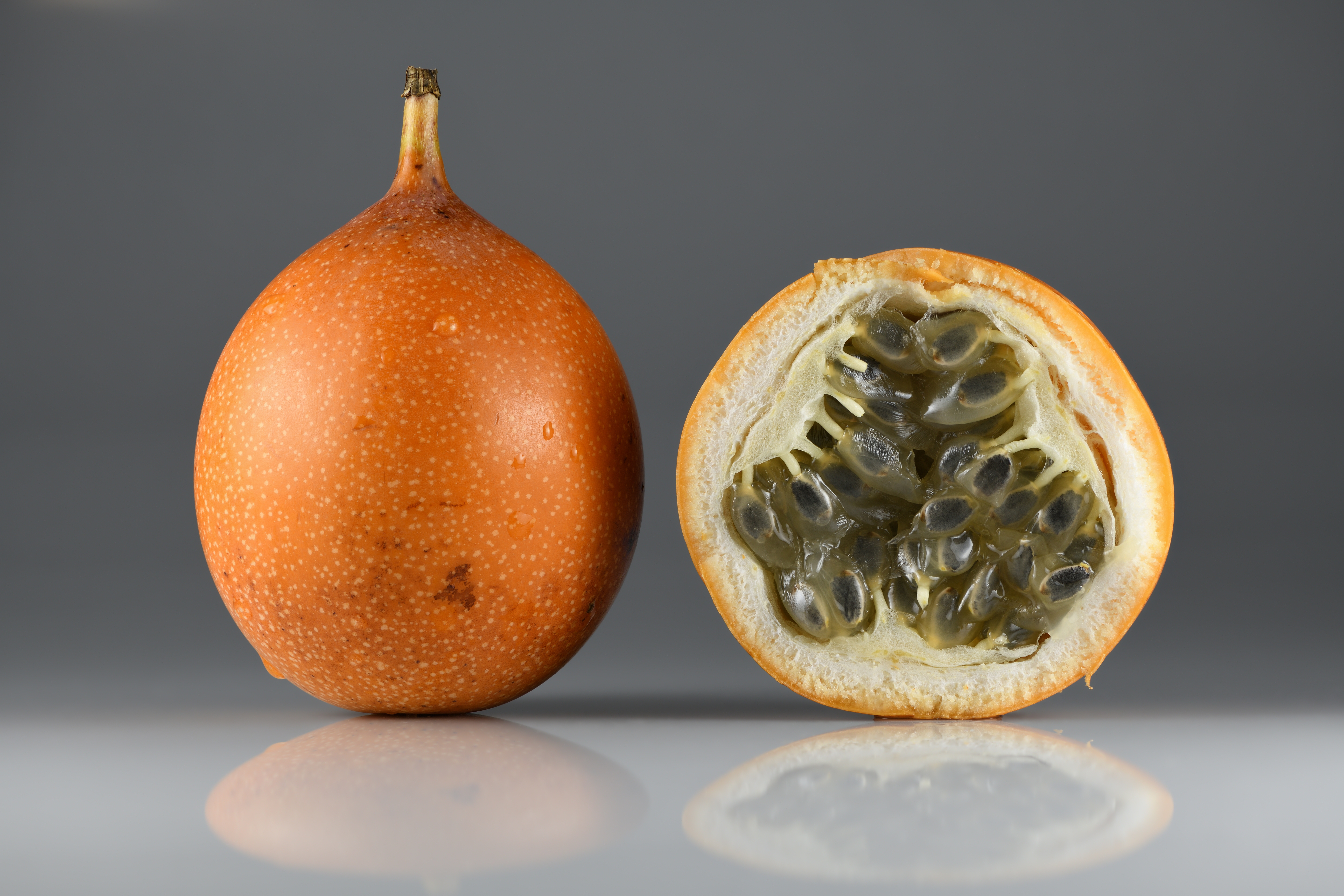
Früchte

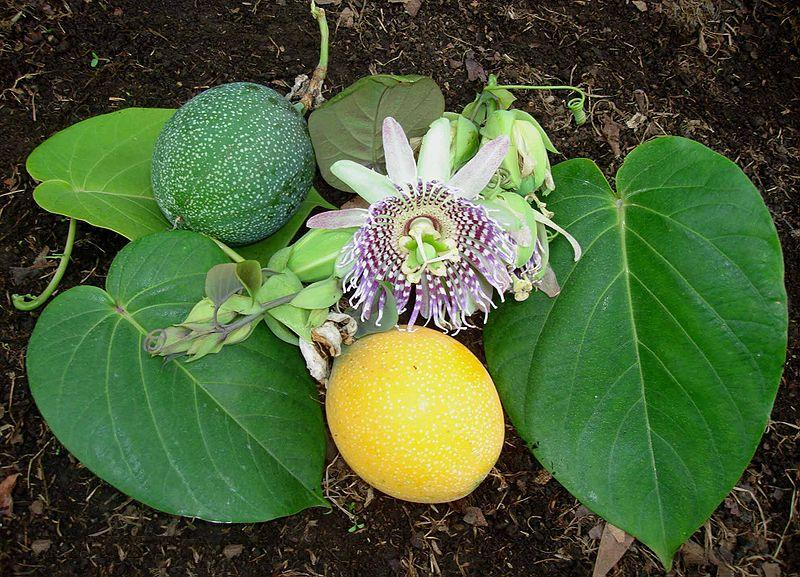
Blätter, Blüten und Früchte

Die Süße Granadilla (Passiflora ligularis) ist eine Pflanzenart aus der Gattung der Passionsblumen (Passiflora) in der Familie der Passionsblumengewächse (Passifloraceae). Sie wächst als Liane und hat etwa 10 Zentimeter große Blüten. Das natürliche Verbreitungsgebiet liegt in Südamerika, Mittelamerika und Mexiko, sie wird jedoch in subtropischen Gebieten in Afrika, Asien, Australien und auf Pazifischen Inseln kultiviert. Die Früchte werden als Obst verwendet. 

## Beschreibung
Die Süße Granadilla ist eine immergrüne, wuchernde und am Grund verholzende Liane mit kahlen, schwach gefurchten Trieben. Die spiralförmigen Ranken wachsen aus den Blatt- und Blütenstielachseln. Die Laubblätter sind wechselständig angeordnet. Die Nebenblätter sind zugespitzt eiförmig und bis zu 2,5 Zentimeter lang. Der Blattstiel ist bis 2 Zentimeter lang und trägt drei Paar Drüsen, die auf waagrecht abstehenden, etwa 1 Zentimeter langen Stielen sitzen. Die Blattspreite ist eiförmig, 8 bis 20 Zentimeter lang, 6 bis 15 Zentimeter breit, ganzrandig mit herzförmiger Basis und ausgezogener Spitze. Beide Seiten sind kahl.
Die etwa 10 Zentimeter durchmessenden Blüten stehen häufig in Paaren an bis zu 4 Zentimeter langen Stielen. In der Knospe sind sie von drei breit eiförmigen, zugespitzten, schwach gezähnten und 2,5 bis 4 Zentimeter langen Hochblättern umgeben. Die Kelchblätter sind eilanzettlich, blassgrün und haben eine dornige Spitze. Die Kronblätter sind lanzettlich und weiß mit violetten Punkten. Die Zipfel der Nebenkronen sind fadenförmig, weiß mit violetten Querstreifen und am Ende schwach eingebogen. Die fünf Staubblätter sind größtenteils verwachsen und haben hellgelbe Staubbeutel. Der Stempel und der Griffel sind grünlichweiß.
Die Früchte sind breit eiförmige, am Grund verjüngte, 7 bis 8 Zentimeter große Beeren. Unreife Früchte sind blaugrün und häufig mit zahlreichen kleinen grünlichweißen Punkten bedeckt, die entlang von fünf schmalen Längsstreifen fehlen. Reife Früchte haben eine dünne, harte, brüchige und glänzend orangegelbe Schale mit grünlichen oder bräunlichen Punkten. Das weiße oder gelbliche Mesokarp ist trocken-schwammig, zäh und geschmacklos. Es hat lange, walzenförmige Auswüchse, an denen die Samen wachsen. Der Samenmantel ist glasig, gelblichweiß oder glasklar. Die Pulpe ist dickflüssig und hat einen süßen, kaum säuerlichen Geschmack. Die Samen sind flach eiförmig, etwa 7 Millimeter lang und 4 Millimeter breit, glänzend schwarz mit weißlichen Rändern und schwach runzeliger Oberfläche.

## Verbreitung
Das natürliche Verbreitungsgebiet der Art liegt in Nordamerika in den mexikanischen Bundesstaaten Chiapas, Colima, Michoacán, Oaxaca, Puebla und Veracruz, in Mittelamerika in Costa Rica, El Salvador, Guatemala, Honduras und Panama und in Südamerika in Venezuela, Bolivien, Kolumbien, Ecuador und Peru. Sie wird verstreut in subtropischen Gebieten von Afrika, Asien, Australien und auf Pazifischen Inseln angebaut.

## Systematik
Die Süße Granadilla (Passiflora ligularis) ist eine Art aus der Gattung der Passionsblumen (Passiflora), Untergattung Passiflora in der Familie der Passionsblumengewächse (Passifloraceae). Dort wird die Gattung dem Tribus Passifloreae in der Unterfamilie  Passifloroideae zugeordnet. Die Art wurde 1805 von Antoine-Laurent de Jussieu in Annales du Muséum national d'Histoire naturelle, Band 6, S. 113, tab. 40 erstmals wissenschaftlich beschrieben. Das Artepitheton ligularis stammt aus dem Lateinischen und bedeutet „zungenförmig“.

## Verwendung

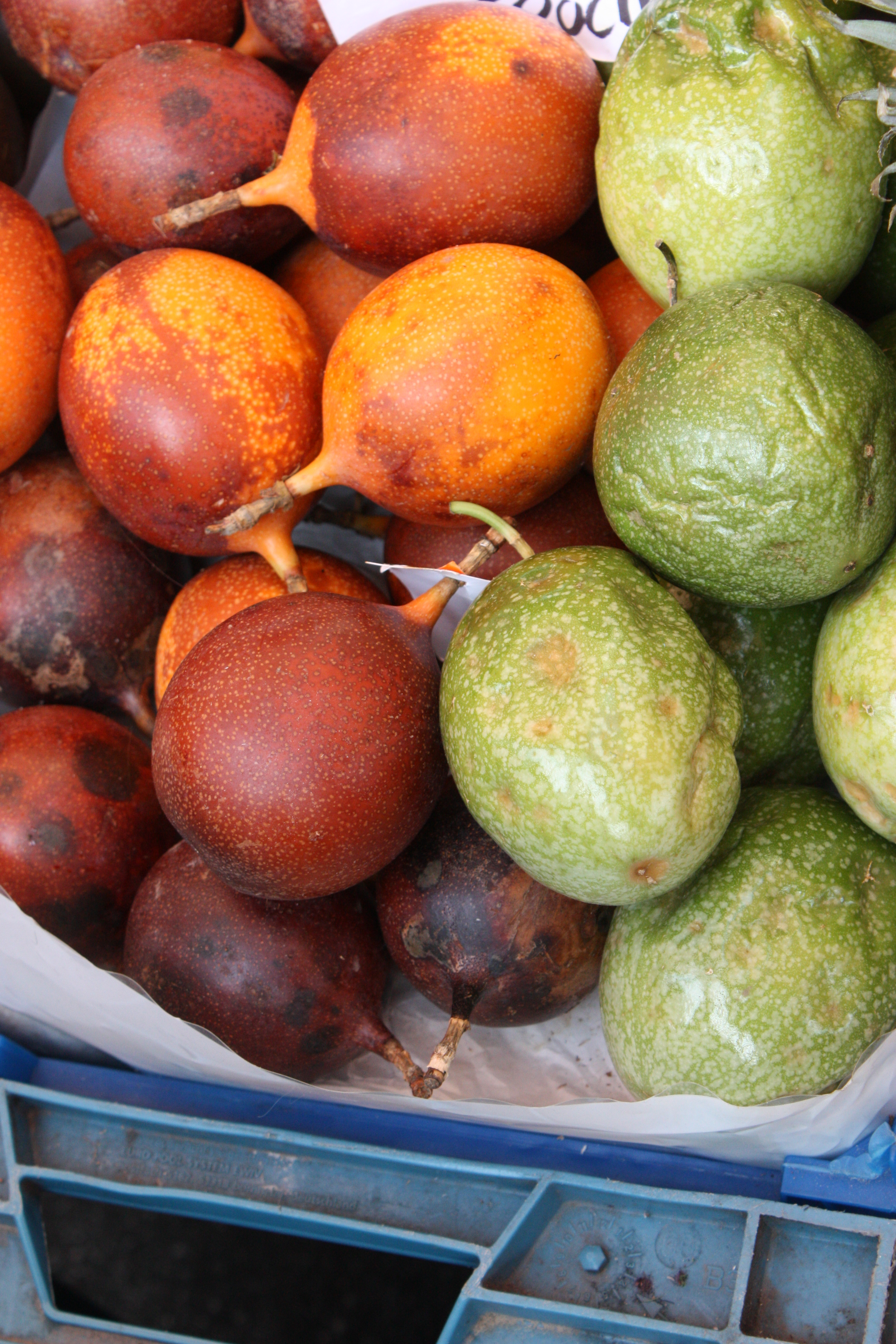
Früchte der Süßen Granadilla (links) am Wiener Naschmarkt

Die Süße Granadilla ist nach der Maracuja (Passiflora edulis) die wirtschaftlich wichtigste Art der Passionsblumen. Während aus der Maracuja hauptsächlich Saft gewonnen wird, werden die Früchte der Süßen Granadilla mit den Samen frisch als Dessert-Obst gegessen. Die Fruchtschale wird dabei aufgebrochen und der Inhalt ausgeschlürft oder ausgelöffelt. Seltener werden die Früchte zur Herstellung von Säften oder als Zutat für Süßspeisen verwendet.
Die Art gedeiht in tropischen Gebirgen und in subtropischem Klima und ist hinsichtlich Bodenqualität genügsam. Sie erträgt leichten Frost, jedoch keine starke Hitze. Die Vermehrung erfolgt mittels Samen oder Stecklingen. Die Früchte werden reif geerntet und sind unbehandelt nur kurz haltbar.